# Автозчеплення Джаннея

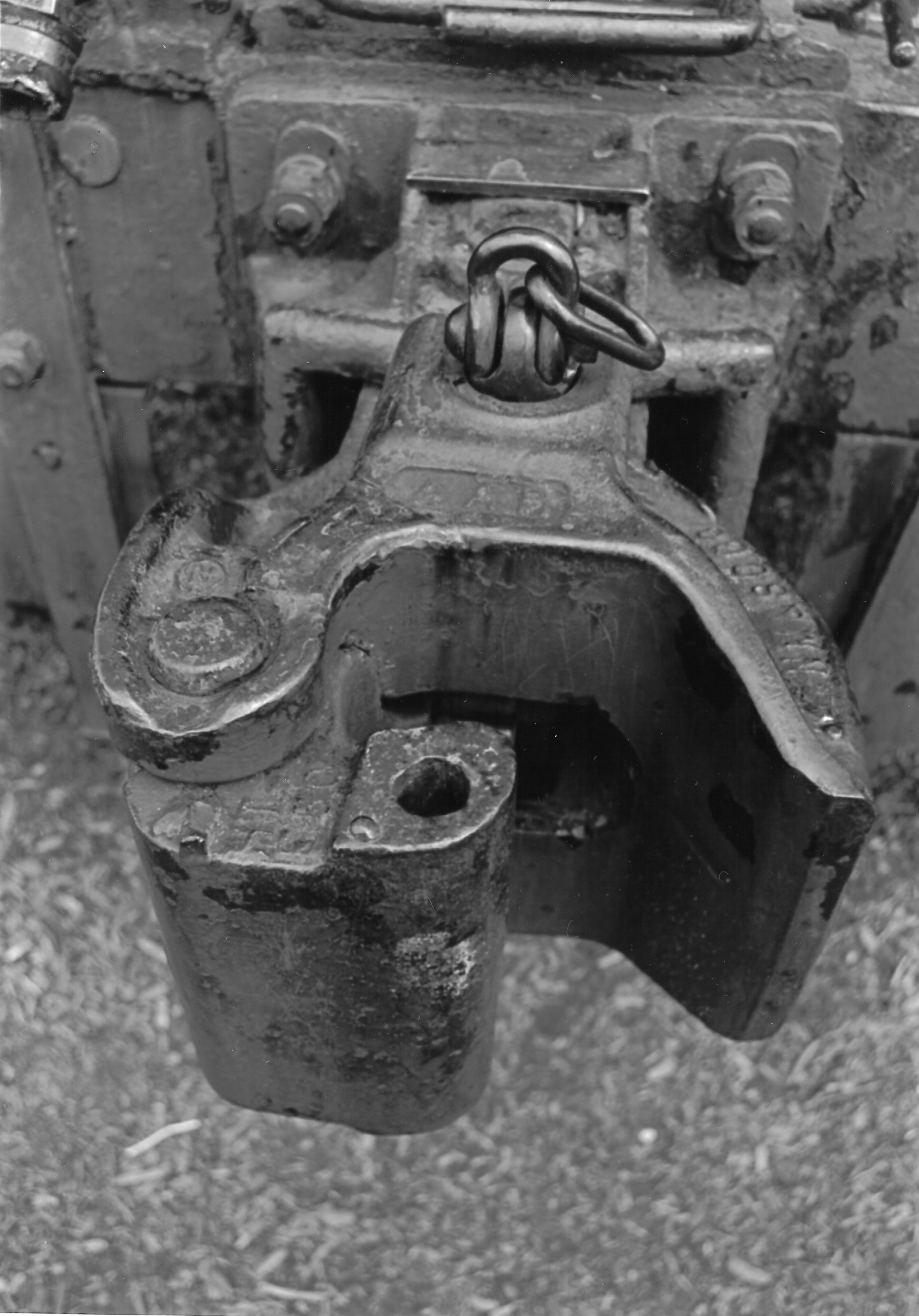
Вид автозчеплення Джаннея

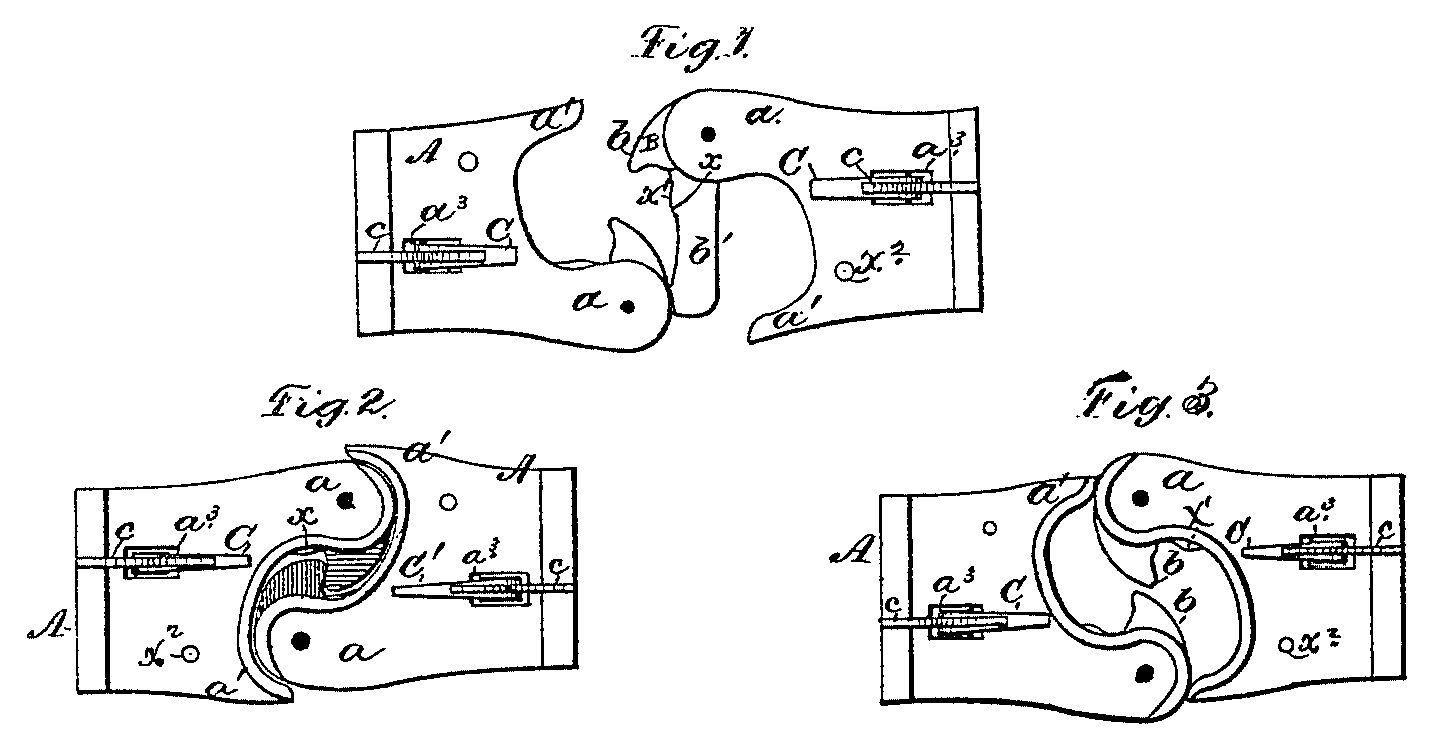
Діаграма зчеплення автозчеплення Джаннея

Автозчеплення Джаннея — автоматичний зчіпний пристрій, який застосовується на залізничному транспорті.
Дане автозчеплення було винайдене в США відставним майором армії Конфедерації Елі Джаннеєм. Запатентована 29 квітня 1873 року.
В 1892 році Конгрес прийняв законопроєкт, згідно з яким усі залізниці в США повинні були ввести автозчеплення Джаннея в обов'язковому порядку.
В 1887 році MCB (Master Car Builders Association) суттєво модернізувала зчіпний пристрій — змінила контур зчеплення. Надалі контур зчеплення змінювався на автозчепленні, з збереженням сумісності, в 1904, 1916 (прийнятий тип «D»), 1918, 1930 (прийнятий тип «E») (див. рисунок 4). Станом на 2006 рік в США застосовується автозчеплення Джаннея стандарту AAR (англ. Association of American Railroads) типів «F» і «H», прийняті в 1946 і 1954 роках.
Широко застосовується автозчеплення Джаннея в Латинській Америці, в Японії її використовують з середини 1920 років, широко застосовують в Китаї, В'єтнамі і Кореї, в Індії розробили своє автозчеплення на основі Джаннея і пристосували її до роботи з гвинтовим зчепленням. В Австралії, як і в Африці існує безліч залізничних систем, на деяких використовується і автозчеплення Джаннея.

## Недоліки
До недоліків автозчеплення Джаннея варто віднести: 1) необхідність задіяння ручних операцій під час підготовки автозчеплення до зчеплення (зведення автозчеплення); 2) неможливість зчеплення при певному положенні автозчеплення на двох зчепляючих одиницях рухомого складу — коли обидва автозчепи відкриті або коли обидва автозчепи закриті.